# Santos-Dumont 14-bis
14-bis — ранний экспериментальный самолёт Альберта Сантос-Дюмона. Совершил первый полёт 7 сентября 1905 года. Самолёт представлял собой биплан с 6 стойками, поршневым двигателем и толкающим винтом. 
- Площадь крыла: 60 м2
- Размах крыла: 12 м
- Масса: 400 кг
- Скорость: 50 км/ч
- Силовая установка: французский 8-ми цилиндровый V-образный двигатель внутреннего сгорания Antoinette[англ.] мощностью 50 л. с. (37 кВт).

## Память
В 2006 году в честь столетия создания самолёта Центральный банк Бразилии выпустил серебряную памятную монету номиналом 2 реала.
Модель самолёта применялась в церемонии открытия летних Олимпийских игр в Бразилии в 2016 году.

Столетие полёта 14-бис. 1906—2006. Памятная монета, серебро